# Ribeira do Divor
Divor é um rio, ou ribeira, pertencente à bacia hidrográfica do rio Tejo e que se situa no Alentejo Central e no Ribatejo, nos concelhos de Arraiolos e Coruche. Nasce na região do Divor, na freguesia de Igrejinha, Concelho de Arraiolos e desagua no Rio Sorraia, perto da localidade de Azervadinha, concelho de Coruche.
O rio tem uma barragem, que forma a Albufeira do Divor, no concelho de Arraiolos.
Na sua passagem pela região de relevo acidentado, de montado de Sobreiro e Azinheira , pertencente ao concelho de Arraiolos, nomeadamente junto à Aldeia da Serra, este rio, devido a milhões de anos de ação erosiva, passa numa falha tectónica, originando dezenas de pequenas cascatas, bem como pontos onde a água permanece durante os verões secos e quentes do alentejo, criado verdadeiros pontos de biodiversidade. Esta área é acessível apenas a pé, utilizando a Ecopista do Antigo Ramal Ferroviário de Mora.

## Etimologia
Nos documentos mais antigos o nome do rio era Odivor.

## Biodiversidade
Em termos de fauna, no rio divor, bem como nas suas margens, principalmente na sua passagem pela área de serra do concelho de Arraiolos, podemos encontrar o Sapo, a Rã, a Lontra, a Garça-Real, a Cegonha, o Abutre, a Raposa, Coelho-Bravo, a Lebre, o Faisão, o Veado, o Javali, entre outros.
Em termos de flora, destacam-se os Sobreiros, as Azinheiras, os Freixos, o Carvalho Negral, o Alecrim, as Giestas, o Pinheiro Bravo, o Medronheiro, algumas Oliveiras e alguns Eucaliptos, a maior ameaça à biodiversidade desta região.